# پرالاترکسات
پرالاترکسات (انگلیسی: Pralatrexate؛ تلفظ انگلیسی: پرالاتِـرِکسـِـیت) که با نام تجاری «فُلوتین» (Folotyn) به بازار عرضه می‌شود، یک داروی ضد سرطان است. این دارو، نخستین دارویی بود که برای درمان بیماران مبتلا به «لنفوم‌های سلول T محیطی» (راجعه یا مقاوم‌به‌درمان) یا همان «PTCL» مورد پذیرش قرار گرفت. این گروه از لنفوم‌ها، نوعی سرطان خون تهاجمی هستند که عموماً پیش‌آگهی چندان خوبی ندارند.
سازمان غذا و دارو آمریکا فُلوتین را سپتامبر ۲۰۰۹ میلادی در جلسهٔ فوق‌العاده و بدون در نظرگرفتن برخی سخت‌گیری‌های رایج خود پذیرفت. هم‌اکنون کارآزمایی‌های بالینی گوناگونی در مورد احتمال تأثیر این دارو بر روی سایر انواع سرطان‌های خون و غیره خونی در جریان است.
پرالاترکسات یک مادهٔ ضدفولات است (بازدارندهٔ اسید فولیک) که به‌طور ترجیحی بر روی سلول‌های سرطانی اثر می‌کند. و پژوهش‌گران بر این باورند که این دارو به‌طور اختصاصی به سلولهایی نفوذ می‌کند که «حامل احیاشدهٔ نوع اول فولات» (RFC-1) فراوانی در سطح خود دارند. این حامل پروتئینی در سلول‌های سرطانی بسیار بیشتر از سلول‌های سالم و طبیعی دیده می‌شود. تمامی داروهای ضدفولات (همچون پرالاترکسات)، جزء داروهای خانواده آنتی‌متابولیت‌ها هستند که شباهت ساختاری فراوانی به ملکول‌های ضروری برای ساخت دی‌ان‌ای دارند. سلول‌های سرطانی این داروهای ضدمتابولیت را، بجای آن مواد ضروری اشتباه می‌گیرد و با ورود آنها به ساختار دی‌ان‌ای‌شان، آنزیم‌های ضروری برای تکثیر سلولی‌شان ساخته نمی‌شود و بدین ترتیب می‌میرند. به دلیل اثر مستقیم بر دی‌ان‌ای، داروهای آنتی‌متابولیت مؤثرترین دارو بر سلول‌های درحالِ تقسیم است و اثر اختصاصی بر چرخهٔ تکثیر سلولی دارند.